# Комп'ютерно-технічна експертиза
Комп'ютерно-технічна експертиза — одна з різновидів судових експертиз, об'єктом якої є комп'ютерна техніка та (або) комп'ютерні носії інформації, а метою — пошук і закріплення доказів. Зарахування до можливих об'єктів даного виду експертизи віддалених об'єктів, що не знаходяться в повному розпорядженні експерта (перш за все, комп'ютерних мереж) поки[коли?] є спірним питанням і вирішується по-різному.
Проводиться як по кримінальних справах, так і по цивільних. По кримінальних справах експертиза може бути призначена слідчим (у рамках досудового слідства або судом і доручається конкретному експерту або експертній установі. Результатом експертизи є висновок експерта, що служить доказом по справі. По цивільних справах експертиза може бути призначена судом, замовлена однією із сторін або призначена нотаріусом за ініціативою сторони.

## Види комп'ютерно-технічної експертизи
- Апаратно-комп'ютерна експертиза;
- Програмно-комп'ютерна експертиза
- Комп'ютерно-мережева експертиза;
- Інформаційно-комп'ютерна експертиза.

## Завданнякомп'ютерно-технічної експертизи
Зазвичай перед експертом ставляться питання:
- про наявність на досліджуваних об'єктах інформації, що відноситься до справи, в тому числі, в неявному, віддаленому, прихованому або зашифрованому вигляді);
- про можливості (придатності) використання досліджуваних об'єктів для певних цілей (наприклад, для доступу в мережу);
- про дії, здійснені з використанням об'єктів;
- про властивості програм для ЕОМ, зокрема, про належність їх до шкідливих;
- про ідентифікацію знайдених електронних документів, програм для ЕОМ, користувачів комп'ютера.

Такі питання не повинні ставитися до даного виду експертизи, їх включення в постанову представляється помилковим:
- про ліцензійності/контрафактності примірників програм, записаних на досліджуваних об'єктах;
- про правомірність дій, вироблених з використанням досліджуваних об'єктів;
- про вартість комп'ютерів, носіїв, ліцензій на встановлені там програми;
- про переклади знайдених текстів, інтерфейсів програм, листування і т. ін.

## Використовувані програми
- AccessData Password Recovery Toolkit (PRTK)
- AVSearch
- DeFacto
- ElcomSoft Password Recovery Bundle
- EnCase
- Evidence Center Ultimate
- Forensic Assistant
- Forensic Toolkit (FTK)
- Paraben Forensic Replicator
- MiTeC Windows Registry Recovery
- R-Studio Technician License
- Tableau Imager (TIM)